# Okręt eskortowy

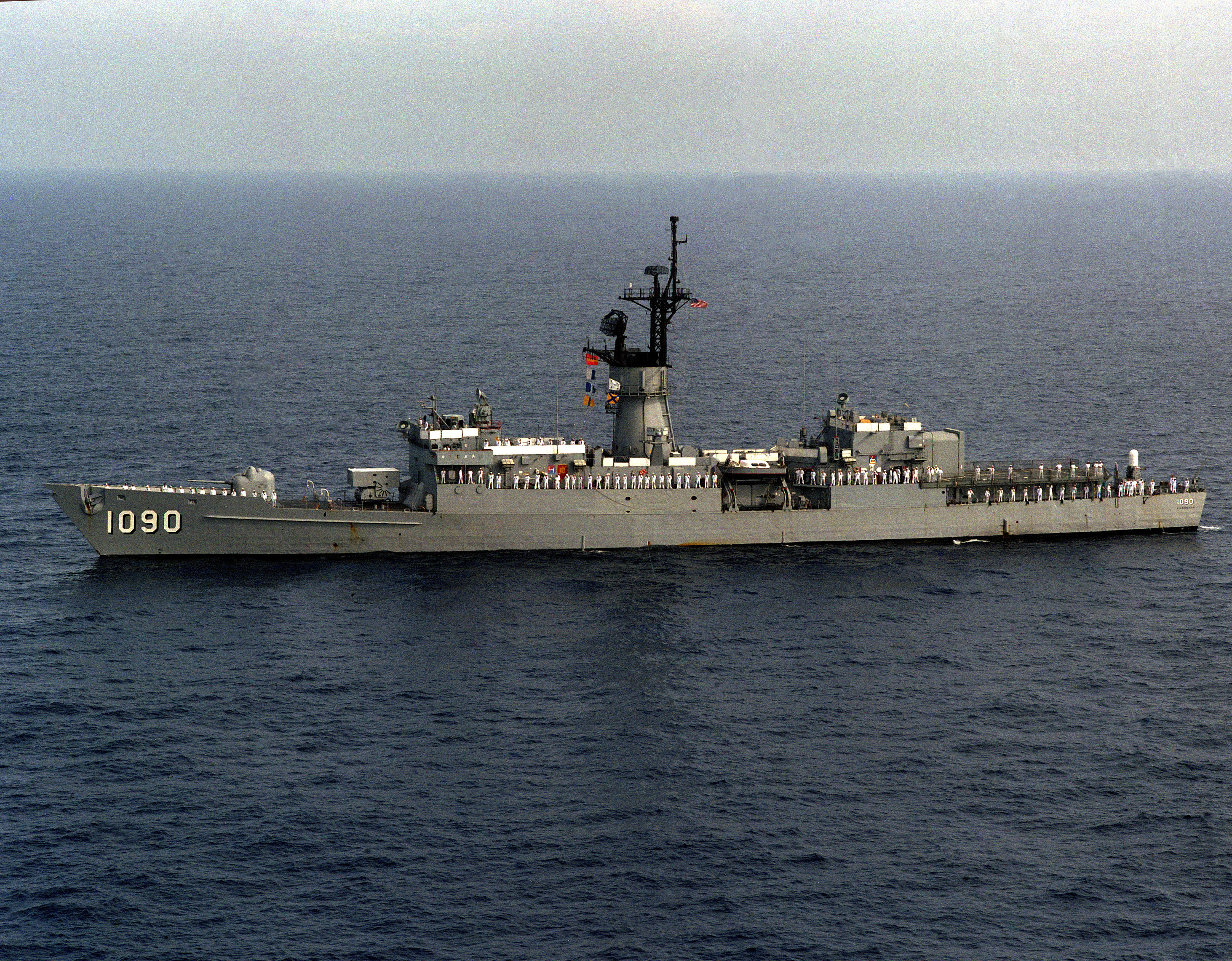
Fregata rakietowa USS "Ainsworth" (FF-1090) typu Knox była klasyfikowana jako eskortowiec oceaniczny

Okręty eskortowe – zbiorcze określenie klas okrętów wojennych, których podstawowym przeznaczeniem jest eskortowanie statków i konwojów – ich ochrona przed atakami sił wroga, przede wszystkim przed atakami okrętów podwodnych i lotnictwa, w mniejszym zakresie przed okrętami nawodnymi. Okręty eskortowe służą także czasami do ochrony cennych okrętów, np. lotniskowców lub okrętów transportowych.
Klasy okrętów eskortowych:
- lotniskowiec eskortowy
- niszczyciel eskortowy
- fregata, fregata rakietowa, eskortowiec oceaniczny
- eskortowiec (slup)
- korweta (dozorowiec)

Oprócz powyższych klas, przeznaczonych specjalnie do celów eskortowych, do  eskortowania konwojów używane były też okręty większości innych klas, zwłaszcza niszczyciele, trałowce torpedowce oraz większe patrolowce i ścigacze okrętów podwodnych, ale też rzadziej krążowniki, a nawet pancerniki (do ochrony przed okrętami nawodnymi) i lotniskowce. Nie zaliczały się one mimo to do okrętów eskortowych.
Od lat 60. XX wieku, w marynarce wojennej USA okrętami eskortowymi grup lotniskowcowych stały się niszczyciele rakietowe i krążowniki rakietowe.